# Viendra le feu
Pour plus de détails, voir Fiche technique et Distribution.
Viendra le feu (titre original en galicien : O que arde) est un film franco-espagnol réalisé par Oliver Laxe et sorti en 2019,.

## Synopsis
Amador Coro, un paysan pauvre de Galice, a été incarcéré pour incendie volontaire. À sa sortie de prison, celui qui est resté célibataire retourne vivre avec Benedicta, sa vieille maman, et reprend une vie paisible dans les montagnes galiciennes. Vient l'un de ces jours maudits où un incendie frappe à nouveau la région.

## Fiche technique
- Titre français : Viendra le feu
- Titre original (en langue galicienne) : O que arde
- Réalisation : Oliver Laxe
- Scénario : Santiago Fillol et Oliver Laxe
- Photographie : Mauro Herce
- Décors : Samuel Lema
- Costumes : Nadia Acimi
- Montage : Cristóbal Fernandez
- Son : Xavier Souto
- Sociétés de production : 4A4 Productions, Miramemira, Kowalski Films, Tarantula
- Société de distribution : Pyramide Distribution (France)
- Pays de production :  Espagne,  France,  Luxembourg
- Format : couleur — 35 mm — 1,85:1
- Genre : drame
- Durée : 90 minutes
- Dates de sortie :
  - France : 21 mai 2019 (Festival de Cannes 2019) ; 4 septembre 2019 (sortie nationale)

## Distribution
- Amador Arias : Amador Coro, le pyromane
- Benedicta Sánchez : Benedicta Coro, la mère d’Amador
- Inazio Brao : Inazio, le voisin barbu
- Nuria Sotelo
- Rubén Gómez Coelho
- Iván Yáñez
- Luis Manuel Guerrero Sánchez
- Elena Mar Fernández : Elena, la vétérinaire
- David de Poso
- Alvaro de Bazal
- Nando Vázquez

## Distinctions

### Récompenses
- Festival de Cannes 2019 : prix du jury de la section Un certain regard
- Festival international du film de Thessalonique 2019 : Alexandre d'or du meilleur film[3]
- Festival international du film de Mar del Plata 2019 : Astor d'or du meilleur film et Astor du meilleur scénario[4]
- Goyas 2020[5] : 
  - Meilleur espoir féminin  pour Benedicta Sánchez
  - Meilleure photographie

### Sélections
- Festival international du film Nouveaux Horizons 2019 : sélection en compétition
- Festival international du film de Saint-Sébastien 2019 : sélection en section Perles (Perlak)
- Festival du film espagnol Cinespaña de Toulouse 2019 : sélection en section Panorama
- Festival international du film de Stockholm 2019 : sélection en compétition